# Лик Таун
«Лик Таун» (англ. Leek Town) — полупрофессиональный футбольный клуб из города Лик, который расположен в церемониальном неметропольном графстве Стаффордшир на западе центральной части Англии. Клуб был основан в 1946 году и имел тогда название «Leek Lowe Hamil». Домашние матчи команда проводит на стадионе «Харрисон Парк», вмещающем 3 600 зрителей. В настоящее время клуб участвует в соревнованиях Первого дивизиона (Юг) Северной Премьер-лиги, что является 8 уровнем в английской футбольной иерархии.

## История
Клуб был основан в 1946 году, и, начиная с 1947 года, принимал участие в соревнованиях Лиги графства Стаффордшир. Коллектив выиграл данный турнир в сезоне 1949/50, причём впервые чемпионом лиги стала команда, не проигравшая ни одного матча по ходу турнира. В 1951 году клуб впервые вышел в Лигу Манчестера, одновременно получив своё нынешнее название. В том же году была выиграна с первой попытки и эта лига, вследствие чего клуб повысился в своём статусе и перешёл в Центрально-Чеширскую лигу, затем в 1954 году — в Региональную Лигу Бирмингема. Однако в сезоне 1956/57 годов клуб потерпел большие финансовые убытки и был переведён обратно в Лигу графства Стаффордшир.
Новое время пришло в команду только в 1969 году, когда в руководство пришёл молодой (23 года) тренер Пол Огден (сейчас является главой скаутов в «Мансфилд Таун»). Он дважды приводил команду к чемпионству в лиге, и затем дважды к чемпионству в Лиге Манчестера. После второго чемпионства в Лиге Манчестера клуб перебрался в Лигу графства Чешир, которую футболисты «Лик Таун» выиграли со второй попытки в сезоне 1974/75. После этого успеха Пол Огден покинул команду, начав тренировать футбольный клуб «Нортвич Виктория». После него в клубе сменилась целая плеяда тренеров, но значительных успехов никто из них не имел.
В 1982 году Лига графства Чешир была объединена с Комбинационной лигой Ланкашира во вновь созданную Футбольную лигу графств Северо-Запада Англии. В ней «Лик Таун» провёл пять неудачных сезонов. И только пришедший в клуб в качестве тренера Нэйл Бэйкер привёл команду к новым успехам в 1986 году.
В 1987 году «Лик Таун» был приглашён принять участие в соревнованиях Северной Премьер-лиги. В сезоне 1989/90 клуб стал победителем в её Первом дивизионе и вышел в Премьер дивизион лиги. Это был наивысший уровень, в котором клубу приходилось когда-либо участвовать. В следующем сезоне клуб прощёл восемь раундов Трофея ФА, попутно выиграв четвертьфинальный матч у футбольного клуба «Дарлингтон», чемпиона Конференции того сезона. Однако в финальном матче, состоявшемся на стадионе Уэмбли в Лондоне, клуб проиграл со счётом 0:3 клубу «Барроу»
В сезоне 1993/94 клуб занял второе место в Премьер дивизионе и имел возможность бороться в плей-офф за выход в низшую лигу Конференции. Однако из-за финансовых нарушений руководство лиги решило не только не поднимать клуб в классе, а спустить команду на уровень ниже, в Южную Футбольную Лигу. Однако уже спустя год, проведя отличный сезон, клуб снова вышел в Северную Премьер-лигу.
В сезоне 1996/97 годов клуб выиграл Премьер-лигу с запасом в десять очков и заслуженно перешёл в Конференцию. В своём первом сезоне в Северной Конференции им удалось избежать вылета, однако на следующий год команда заняла последнее место в дивизионе и покинула его. В сезоне 2000/01 годов клуб снова играл в Первом дивизионе Северной Премьер-лиги, но в 2004 году, когда лига претерпела структурные изменения, клуб снова поднялся в Премьер дивизион.
С того момента футбольный клуб из города Лик играет в Северной Премьер-лиге, изредка переходя в Премьер дивизион и вылетая обратно.

## Герб и цвета
Традиционные домашние цвета клуба — синие, на выездах футболисты играют, как правило, в футболках жёлтого цвета, чёрных трусах и чёрных гетрах. Выбор цветов связан с цветами флага и герба города, где представлены как раз синий и золотой.
Герб команды представляет собой щит, в который вписаны стаффордширский узел и роба, являющиеся символами города, а также кадуцей, выбиваемый на монетах, имевших хождение в Лике в XVIII веке. На обрамляющих щит полотнищах жёлтого цвета написано название футбольного клуба.

## Стадион
Стадион клуба расположен на окраине города Лик и является домашней ареной команды с 1948 года, когда руководство клуба за £ 1,250 приобрело в собственность «Хэмил Парк». Это был небольшой по вместительности стадион с одной стоячей трибуной. Раздевалки для команд хозяев и гостей были построены лишь в 50-е годы XX века, а вместе с ними была переоборудована и зрительская трибуна: на ней построили сидячие места и установили козырёк над зрительскими местами. Прожекторы на стадионе появились лишь спустя два десятилетия, в 1972 году; тогда же стадион был переименован в «Харрисон Парк» в честь бывшего Президента клуба Джеффа Харрисона.
В настоящее время стадион представляет собой травянистое футбольное поле с одной сидячей закрытой козырьком трибуной, тремя закрытыми козырьками террасами и несколькими открытыми террасками для болельщиков. В 1998 году произошло затопление стадиона, когда близлежащая река вышла из берегов в связи с обильным паводком
Стадионом на паритетных началах также пользуется вторая команда города, играющая в одной из лиг графства.

## Болельщики
Несмотря на почти двадцатитысячное население города, посещаемость домашних матчей у «Лик Тауна» небольшая. Так, в сезоне 2008/09 средняя наполняемость стадиона составила всего 241 болельщиков (на 20 % ниже, чем год назад, когда команда играла в Премьер дивизионе лиги). Однако, даже с такими скромными показателями клуб занял четвёртое место среди двадцати команд дивизиона. В своём последнем сезоне, проведённом в Национальной конференции в сезоне 1998/99 годов, средняя посещаемость домашних матчей клуба составила 607 человек

## Достижения
- Национальная конференция (5-й уровень «пирамиды»): 19-е место в сезоне 1997—1998 годов;
- Северная Премьер-лига: чемпион Премьер дивизиона в сезоне 1996—1997 годов;
- Северная Премьер-лига: чемпион Первого дивизиона (Юг) в сезоне 1989—1990 годов;
- Трофей ФА: финалист в сезоне 1989—1990 годов;
- Лига графства Чешир: чемпион в сезоне 1874—1975 годов;
- Манчестер-лига: чемпион в сезонах 1951—1952, 1971—1972, 1972—1973 годов;
- Лига графства Стаффордшир: чемпион в сезонах 1949—1950 или 1950—1951 годов (сведения неточные), а также ещё дважды (даты доподлинно не известны).

## Принципиальные соперники
Самыми непримиримыми соперниками клуба являются футболисты клуба «Бакстон» из одноимённого города в Дербишире. В 90-х годах XX века матчи между этими клубами в Северной премьер-лиге были историческим противостоянием. Также важными соперниками исторически считаются футбольные клубы «Мэтлок Таун» (Мэтлок, Дербишир) и «Кидсгроув Атлетик» (Кидсгроув, Стаффордшир).

## Работа с молодёжью
Помимо главной команды в клубе большое внимание уделяют работе с молодыми футболистами. В системе клуба работают детские и юношеские тренеры. Согласно данным официального сайта клуба, в настоящее время в клубе обучаются мастерству футбола и принимают участие в различных соревнованиях 19 мужских, 2 женских и 3 детских футбольных команды.